# Belagerung von Milet
Granikos – Milet – Halikarnassos – Issos – Tyros – Gaugamela – Persische Tore – Jaxartes – Sogdischer Felsen – Fels von Chorienes – Gabai – Hydaspes
Die Belagerung von Milet durch das griechisch-makedonische Heer Alexanders des Großen fand im Sommer 334 v. Chr. im Zuge der Eroberung Kleinasiens statt. Es war die erste größere Belagerung während des Krieges gegen das Perserreich und ein makedonischer Erfolg.

## Vorgeschichte
Der Sieg in der Schlacht am Granikos im Mai 334 v. Chr. öffnete Alexander den Weg zur Eroberung von Kleinasien. Die geschlagenen persischen Truppen befanden sich auf dem Rückzug und waren vorerst zu keiner organisierten Gegenwehr imstande. Alexander nutzte dies, indem er in den folgenden Wochen kampflos in Daskyleion, Sardeis und Ephesos einzog. Die größte Stadt der Region, Milet, verweigerte jedoch eine Kapitulation. Hegisistratos, der Kommandeur der aus griechischen Söldnern bestehenden Garnison, hatte wohl mit Alexander bereits in freundlichem Briefkontakt gestanden. Als er aber die Nachricht erhalten hatte, dass eine persische Flotte ihm zu Hilfe kommen sollte, entschloss er sich, die Stadt gegen die Makedonen zu verteidigen. Milet besaß eine große wirtschaftliche Bedeutung und war von den Persern mit vielen Privilegien ausgestattet worden. Die Stadt besaß daher eine recht autonome Regierung.

## Verlauf
Alexander beeilte sich, die Stadt, die von drei Seiten vom Wasser umgeben war, mit seinem Heer einzuschließen. Die makedonische Flotte blockierte die Zufahrt zur Stadt von See her und besetzte mit etwa 4.000 Thrakern die kleine Insel Lade vor dem Hafen. Nur drei Tage nach den Makedonen traf die persische Flotte ein, die aus phönikischen und zyprischen Kontingenten bestand und nach griechischen Quellen aus etwa 400 Schiffen bestand. Dem konnte Alexander lediglich 160 eigene Schiffe entgegensetzen. Die persische Flotte konnte in die blockierte Stadt nicht einfahren und litt daher bald unter Versorgungsengpässen. Sie ging deshalb etwa 15 Kilometer entfernt bei Mykale vor Anker, um Wasser und Vorräte aufzunehmen. Die Situation hatte sich zu einem Patt entwickelt. Der milesische Oligarch Glaukippos versuchte, die Stadt für neutral zu erklären, aber Alexander lehnte das als zu unsicher ab.
Während Alexanders Feldherr Parmenion dafür eintrat, die persische Flotte anzugreifen, wollte Alexander dieses Risiko nicht eingehen. Eine Niederlage hätte ihm politisch in Griechenland geschadet und womöglich dazu geführt, dass die griechischen Städte von ihm abfielen. Er wollte deshalb die Entscheidung einzig und allein zu Land suchen. Die Vorstadt hatten die Makedonen bereits am Tag ihrer Ankunft besetzen können, da die Besatzung geflohen war. Ein erster Sturmangriff scheiterte, doch dann brachten die Makedonen ihre Belagerungsmaschinen zum Einsatz. Mit Ballisten wurden Breschen in die Mauern geschossen und die Stadt erstürmt. Währenddessen legten sich die makedonischen Schiffe unter ihrem Befehlshaber Nikanor in einer Verteidigungsformation vor die Hafeneinfahrt und verhinderten so nicht nur ein Eingreifen der persischen Flotte, sondern auch die Flucht der Milesier. Eine kurze Episode beendete die Belagerung. Etwa 300 milesische Söldner retten sich auf eine kleine Hafeninsel und verteidigten sich dort trotz Aufforderung zur Kapitulation. Von ihrem Mut beeindruckt, soll Alexander sie schließlich in sein Heer aufgenommen haben, während er nur wenige Wochen zuvor am Granikos noch tausende gefangene griechische Söldner hatte hinrichten lassen.
Lediglich die persische Flotte stellte noch eine Bedrohung dar. Alexander entsandte jedoch seine Reiterei und einen Teil seiner Fußtruppen nach Mykale, um die dringend benötigten Ankerplätze der Perser zu besetzen. Die logistische Notlage zwang die Perser daraufhin, nach Samos zu fahren, um sich dort zu verproviantieren. Sie kehrten jedoch bald vor den Hafen von Milet zurück, um die makedonische Flotte doch noch zu einer Seeschlacht zu verleiten und so das Blatt noch zu wenden. Abgesehen von einem kleinen Gefecht, bei dem ein persisches Schiff gekapert wurde, kam es jedoch zu keinen Kampfhandlungen, sodass die Perser bald abzogen.

## Folgen
Milet wurde nach dem Sieg der Makedonen zur Strafe für seinen Widerstand verwüstet, wovon es sich nie wieder ganz erholte. Politisch erhielt es zumindest nominell die Freiheit, wurde aber Alexander tributpflichtig (Syntaxeis). Die Einnahme von Milet erwies sich als weitreichender Erfolg. Die Belagerungstechniken hatten sich bewährt, aber das konnte nicht für die makedonische Seemacht gelten. Die Flotte war zu klein, um den Persern entgegenzutreten und letztlich war es das Heer gewesen, welches durch seine Präsenz an der Küste die Perser zum Rückzug gezwungen hatten. Andererseits kostete bereits die kleine Flotte mit ihren 32.000 Mann Besatzung 160 Talente, also eine sehr große Summe. Alexander entschied sich daher, die Flotte aufzulösen. Diese Entscheidung wurde bereits in der Antike heftig diskutiert, denn sie eröffnete den Persern die Möglichkeit, weit im Rücken der Makedonen Landungsoperationen durchzuführen, wie dies 333 v. Chr. auch von dem persischen Feldherrn Memnon versucht wurde. Zunächst aber zog Alexander jedoch nach Süden, wo er mit der Belagerung von Halikarnassos begann. Diese Stadt war ungleich besser befestigt als Milet und sollte monatelang umkämpft bleiben.